# Buster Fonteyn
Buster Fonteyn is een typetje gespeeld door Paul Haenen. Hij is een zwerver, heeft krullend witblond haar, een snor en een baardje en draagt een grote bril. Als hij praat, vooral als hij zich druk maakt, kwijlt en spuugt hij rijkelijk in het rond. Hij ontmoet regelmatig Bob Guttering, Emmy Kapouk en buurvrouw Margreet Dolman die hem zo nu en dan onderdak voor de nacht verlenen.
Hij beweert de zoon te zijn van de vroeg overleden balletdanseres Margot Fonteyn en Roberto Arias. Toen hij vijf was moest hij van zijn moeder op een feestje met hooggeplaatste gasten een spagaat maken. Hij wilde wel maar kon het niet omdat hij een beetje misselijk was. Ook was hij verdrietig omdat zijn vriendinnetje van vier het die ochtend net had uitgemaakt. Zijn moeder riep echter "We staan hier niet voor de kat zijn kut naar je te kijken" en gooide hem wel vier meter de lucht in waarna hij op het hoofd van een oudere dame viel. Zijn moeder riep "rotjongen, je hebt de nek van prinses Antoinette gebroken" en stuurde hem naar zijn kamer wat hij erg onrechtvaardig vond. Hij zong hier een liedje over "Ik ben een beetje misselijk" dat begin 1991 veel werd gedraaid op Radio 2 en Radio 3 en een bescheiden hit werd. De plaat stond 7 weken genoteerd in de Nederlandse Top 40 met als hoogste positie nummer 20. In de Nationale Top 100 werd een tiende positie gehaald.
Het typetje werd vooral gespeeld in de jaren tachtig en negentig toen de shows van Paul Haenen geregeld bij de VPRO te zien waren.
Daarna werd het typetje nog wel gespeeld in de voorstellingen van Haenen en op de door hem uitgebrachte Dvd's.